# Concepció Soler i Serra
Concepció Soler i Serra (L'Havana, 1825 - Barcelona, 19 d'octubre de 1873) va ser una dona catalana. És coneguda per la seva tasca que desenvolupà com a indiana: construint edificis privats, obrint espais públics, planificant el creixement o patrocinant obres de beneficència. Un paper que, si més no amb les recerques actuals, no consta explícitament en la documentació. En l'escena hi havia tanmateix la línia d'intervenció femenina constant en les obres de caritat (patronats, institucions d'ajut als obrers...) mantinguda al llarg del segle xix.
Era filla d'una família de catalans que havien emigrat a les Antilles. Era filla de Pau Soler i Roig, conegut com a "Sardet", vinculat al comerç amb Amèrica, i de Josefina Serra i Vidal. El pare havia anat a Amèrica només amb 9 anys, el 1803, a la botiga que la família tenia a San Juan de Puerto Rico; i hi va tornar el 1816. D'aquí es va traslladar a Cuba, a Matanzas, sembla que associat amb Sebastià Gumà. A Cuba es va casar amb Josepa Serra Vidal, neboda d'un dels principals "indianos" vilanovins que vivien a l'illa, Josep Antoni Vidal i Pascual, qui ajuda la parella en la creació d'un comerç dedicat a la roba. Vers el 1840 la família retornava a Vilanova i la Geltrú.
Poc després d'aquesta tornada, Conxita es casava, a l'edat de 19 anys, amb Josep Ferrer i Vidal (1817-1893), fill d'un boter dedicat al comerç de vins i aiguardents. Ella va aportar al matrimoni una casa a l'Havana (que li havia llegat el seu besoncle Josep Antoni Vidal i Pascual) i 7000 duros: 4000 del seu pare (2000 en el mateix acte de signatura dels capítols i 2000 més quan nasqués el primer fill), i 3000 de la mare (l'origen dels quals eren uns capitals que havien d'arribar d'Amèrica). El mateix any en què se signaven els capítols matrimonials (1844), el seu espòs aconseguia ser l'únic director de la Fàbrica de la Rambla i, amb l'ajuda del seu sogre, podia tirar endavant l'any 1849 l'anomenada "Fàbrica de Mar, José Ferrer i Cia", en el seu moment un dels establiments industrials més ben equipats de Catalunya (la primera en nombre de fusos i la cinquena pel nombre d'operaris i per la força motriu del vapor) i una de les empreses tèxtils que van configurar el paisatge industrial de la Vilanova de mitjan segle xix. Un teixit industrial que es creava amb bona mesura amb capital procedent del comerç i amb inversors i protagonistes que tenien vincles amb el món colonial antillà. Amb el matrimoni s'estrenyien els vincles indians, ja mantinguts pel mateix espòs i ara afermats amb el casament amb Conxita, nascuda a Amèrica i de família d'indianos, i ell consolidava sens dubte la seva posició econòmica i social.
El matrimoni tingué 7 fills: Josepa Lluïsa, Josep Anton, Joan, Lluís, Carme i Concepció; i un primogènit mort durant l'epidèmia de còlera que el 1854 afectà Barcelona i la seva rodalia. De les filles: Josepa Lluïsa, era monja del monestir de Pedralbes; una altra, Carme, es casà amb Josep Maria de Pallejà, marquès de Monsolís; i la darrera, Concepció, ho feu amb Ignasi Girona i Vilanova, nebot del banquer Manuel Girona. Dels fills, Josep, ennoblit el 1921, es casà amb una Güell; i Joan, amb una Goytisolo. El més conegut dels fills barons, Lluís, estigué vinculat als cercles regionalistes, i participà en la creació de la fàbrica de ciments Asland i de la Caixa de Pensions per a la Vellesa i d'Estalvis.
A partir de 1857 la família passà a viure a Barcelona, per l'activitat política del marit, on Conxita adquiriria un solar al Passeig de Gràcia de Barcelona (núm. 27), que apareix ja edificat en l'inventari post-mortem (1894) del seu espòs. Tenia dues cases, també al Passeig de Gràcia i una altra al carrer Sant Gregori de Vilanova, adquirides pel matrimoni (una tercera part de les quals pertanyia a Conxita); dues cases més a Vilanova, una peça de vinya i una heretat a Sant Miquel d'Olèrdola (que procedien de l'herència materna de Conxita); i 4 cases al carrer de Soler de Vilanova (procedents de l'herència del pare).
El seu nom resta en el nomenclàtor urbà de Vilanova: el carrer que, a tocar de la fàbrica que el seu espòs fundà amb l'ajuda de la seva família, i que encara avui conserva una renglera de cases baixes.

## Família
Concepció Soler era l'esposa de Josep Ferrer i Vidal i fou mare de Lluís Ferrer-Vidal i Soler, de Joan Ferrer-Vidal i Soler i de Josep Ferrer-Vidal i Soler, I marquès de Ferrer-Vidal. Alhora, és rebesàvia de Joaquim Gay de Montellà i Ferrer-Vidal.
Era consogra d'Andreu Llauradó i Fàbregas, d'Ignasi Girona i Agrafel i de Joan Güell i Ferrer, així com sogra de Josep Maria Pallejà i de Bassa, III marquès de Montsolís, i d'Ignasi Girona i Vilanova.